# На краю Ойкумены
«На краю́ Ойкуме́ны» («Вели́кая дуга́») — историческая дилогия Ивана Антоновича Ефремова, написанная в 1945―1946 годах. Состоит из двух частей: «Путешествие Баурджеда» (1953) и «На краю Ойкумены» (1949). Произведение посвящено взаимоотношениям цивилизаций Древнего Египта, Древней Греции и центральной Африки. Обе повести объединяют место действия (Египет), некоторые события и драгоценный артефакт — голубой камень. Дилогия имела успех у читателей и выдержала ряд переизданий в СССР и за рубежом. 
«Путешествие Баурджеда» рассматривается исследователями в том числе как антитоталитарное произведение, как политическая аллегория эпохи сталинизма. В центре обеих повестей ― конфликт человека и государства, в первом случае автор утверждает неизбежность антагонизма между личностью и властной тиранией, народом и государством; вторая часть акцентирует столкновение художника и власти, искусства и деспотического государства.
Образ «Великой Дуги» ― земного океана, связывающего народы, ― олицетворяет их братство и борьбу за свободу.

## Написание и издание
Обе повести были написаны в 1945 году, однако «На краю Ойкумены» вышла в 1949 году («Молодая Гвардия»), а «Путешествие Баурджеда» ― в 1953 году, в год смерти Сталина. Под одной обложкой повести были изданы в 1956 году под названием «Великая Дуга» с предисловием В. Д. Иванова. 
В письме к В. Н. Беленовскому от 25 апреля 1947 года Ефремов утверждал, что начал сбор материалов по «африканскому роману» в конце 1944 года, и ему удалось осуществить свой замысел лишь потому, что он сильно болел с конца 1945 года до июня 1946 года. «Великая дуга», по его утверждению, была написана в эти сроки. Согласно письму автора к И. И. Пузанову от 16 декабря 1953 года, «Путешествие Баурджеда» было написано в 1945 году, раньше второй части. В письме к Т. А. Чернышёвой от 10 июня 1960 года Ефремов говорит о 1945—1946 годах, указывая середину 1945 года как время написания первой повести. «Путешествие Баурджеда» планировалось как первая часть трилогии, на что, по словам автора, намекает пролог «Ойкумены», где рассказывается о находке камня в «родовом святилище антов на Украине».
В 1963 году Ефремов так вспоминал о своём замысле: 

Повесть «На краю Ойкумены» написана в 1945 году, когда у нас полностью отсутствовали книги, художественно излагавшие древнюю историю или рассказывавшие о дальних, тропических странах. Я объединил в повести обе задачи и попытался их решить на основе марксистского анализа истории и социалистического гуманизма.
В письме к Дмитревскому от 25 мая 1971 года автор также писал, что на момент создания «На краю Ойкумены» в стране вообще не было повестей на тему древней истории, которую «кажется, почти и не учили в школе». По его словам, повесть долго не издавалась из-за необычной манеры изложения ― в ней отсутствовали великие герои и победители.

## «Путешествие Баурджеда»
Повествование начинается во время правления фараона Джедефра IV династии Древнего царства Египта (2566—2558 год до н. э.). Молодой фараон Джедефра хочет продолжить славу своего предшественника великого фараона Джосера и исправить последствия бедствий, унесших тысячи жизней египтян при строительстве огромной пирамиды Хеопса. По совету Мен-Кау-Тота, верховного жреца бога Тота (бога знания), Джедефра посылает морскую экспедицию под началом своего казначея Баурджеда. Экспедиция отправляется на юг, чтобы найти знаменитую загадочную страну Пунт. В египетской картине мира огромный океан Великая дуга окружает всю землю. Через два года после начала экспедиции фараон Джедефра убит жрецами бога Ра (символ безграничной власти), соперничающими с жрецами Тота. Новым фараоном становится Хафра, брат Джедефры, страна вновь погружается в пучину тирании. Он возобновляет строительство великой пирамиды — символа закрытости страны; открытия Баурджеда больше не нужны властям. 
Прошло семь лет, и Баурджед с остатками экспедиции возвращается в Египет. На протяжении нескольких дней Баурджед рассказывает новому фараону о многообразии и сложности увиденной Ойкумены. Экспедиция на кораблях достигла страны Пунт (предположительно территории нынешней Сомали), а оттуда пешие отряды достигли реки Замбези и озера Виктория. Рассказ об огромном мире, где Та-Кем (Древний Египет) составляет лишь малую часть, не понравился фараону; Баурджед вернулся почти без добычи, потерял много рабов и воинов и не смог прославить имя фараона. Хафра запрещает Баурджеду и спутникам рассказывать что-либо о своём путешествии. Мен-Кау-Тот увозит Баурджеда в тайный храм (он упоминается во второй части дилогии), где жрецы Тота записывают его рассказы о путешествии, а резчики высекают их иероглифами на каменных плитах. Баурджед тоскует по свободе и больше не может жить как раньше. 
Когда труд завершён, Баурджед покидает храм и возвращается в столицу. В столице он узнает, что его товарищи стали рабами на строительстве пирамиды. Он освобождает их и тем невольно провоцирует общее восстание рабов. В финале Мен-Кау-Тот получает сообщение, что мятежники разбиты, а Баурджед схвачен слугами фараона. Путешественник исчезает, но народ сохраняет память о нём. 
Как отмечал литературовед Л. Геллер, повесть построена на принципе контраста: автор противопоставляет статичный и неизменный в течение веков Египет и бурное, увлекательное путешествие в чудесные страны. В самом Египте также контрастируют однообразные строения бедняков и выверенная геометрия дворцов и храмов; повседневная суета обычных людей и «мертвенная торжественность» фараона и его окружения. Особо выделяется разрыв между гигантскими гробницами, статуями, храмами ― характерным для деспотизма монументализмом ― и крохотным пространством для жизни обычных людей. Рельефно и одновременно буднично описана жизнь «простых египтян» — неджесов:
Кое-кто уже спал, завернувшись в мягкие циновки из папируса, другие ещё доканчивали скудный ужин из стеблей того же папируса, политых касторовым маслом.

## «На краю Ойкумены»
Повесть начинается с пролога, в котором описана встреча юноши и девушки в ленинградском музее в середине XX века и их интерес к берилловой гемме, которая, по словам сотрудника музея, была найдена в Северном Причерноморье, и соединяет ряд едва ли сочетаемых черт.
Действие повести происходит приблизительно в X―IX веках до н. э.
Во второй части действие происходит более чем через тысячелетие после событий первой. Сюжет начинается в Древней Греции периода «тёмных веков». Точные даты не указаны, но имеется ряд косвенных указаний — так, далее по тексту правление Эхнатона (1353—1336 или 1351—1334 гг. до н. э.) упоминается как «бывшее 400 лет назад», правление Хатшепсут (по одной из датировок, 1479—1458 гг. до н. э.) — «около 500 лет назад», а о крепости эпохи Сенусерта III, правившего в середине XIX века до н. э., сказано, что она построена 9 веков назад. «Мятежные рабы, подчинившие себе на короткий срок страну за два столетия до рождения Пандиона» может быть отсылкой к неспокойному правлению Рамсесов VI и VII в период примерно с 1143 по 1128 год до н. э. При некотором разбросе указаний получаем приблизительно середину X века до н. э. Далее, Пандион попадает в плен на берегу моря, а затем его отвозят вверх по Нилу в Фивы, бывшие столицей Верхнего Египта — из повествования ясно, что все это происходит в единой стране, однако в X век до н. э. Египет вступил раздробленным (т. н. Третий переходный период), и вновь объединился при Шешонке I, вернувшем фараонам Дельты власть над Верхним Египтом около 940 года до н. э. Таким образом, события повести можно датировать тридцатыми годами X века до н. э. В тексте есть описание руин Ахетатона — города фараона-отступника Эхнатона, разрушение которого произошло во времена Тутанхамона, а также отсылки в комментариях автора на времена позднее распада первых государств на территории Эллады — Микен и др.
Юный грек, скульптор по имени Пандион, отправляется в путешествие на остров Крит с целью ознакомиться с достижениями древнего искусства критян и понять красоту. Там, спасаясь от угрозы плена, он оказывается на торговом корабле, а затем — в Египте, где попадает в рабство после того, как он бросился в море с корабля, терпящего бедствие. Пробыв сколько-то в неволе, многое увидав и весьма усовершенствовавшись за это время как художник (египтяне быстро обнаружили его талант и немало им попользовались, невольно поделившись и достижениями собственной культуры), Пандион с новыми товарищами-рабами, самыми близкими из которых стали негр Кидого и этруск Кави, поднимает мятеж и совершает побег. Повстанцы идут через пустыню к отдаленному оазису, но их накрывает песчаная буря; те, кто ее пережил, совершенно обессиленные, без боя сдаются настигшим их египтянам. За мятеж полагается отправка на каторжную работу в золотые рудники, где самые выносливые не живут и года. Но взамен им предлагают поймать для зверинца фараона живого носорога, обещая дать волю тем, кто останется жив. Пандиона вместе с остальными мятежниками отправляют в верховья Нила, чтобы добыть носорога. Это удается во многом благодаря смелому маневру Пандиона, который воспроизвел тактику виденной им на Крите игры с быком. Все же, из полутора сотен рабов в живых остается только половина, а Пандион серьезно ранен. Уцелевших отпускают на свободу с условием, что они не смогут войти в Египет даже по пути домой. Отряд бывших рабов, вынужденный искать другой путь, разделяется надвое. Азиаты уходят на восток, в сторону Красного моря, и о них более ничего не известно. Вторая группа, состоящая из негров, ливийцев, Пандиона и Кави, пересекает Африку с северо-востока на юго-запад, пройдя по территории современного Судана, Центральноафриканской республики и Камеруна. Пандион часть пути проделывает в полубессознательном состоянии на носилках, которые несут по очереди его товарищи — хотя его раны постепенно затягиваются, он не может преодолеть полученный в схватке шок. Однако, его в конце концов излечивает Ирума, юная дочь вождя одного из племен в глубине Африки, приютившего скитальцев. Между молодыми людьми вспыхивает глубокое чувство, но верность товарищам, тоска по родине и оставленной там подруге по имени Тесса заставляют Пандиона продолжить путь, хотя разлука с Ирумой ставит его на грань нового нервного срыва. Испытав ряд встреч, в общем дружественных, с некоторыми другими представителями ранних африканских цивилизаций, остатки отряда — часть его уже разошлась по родным местам — достигают побережья Гвинейского залива, где обитает родное племя Кидого. Оттуда, после продолжительного пребывания в гостях и горестного расставания с другом, Пандион, Кави и ливийцы на корабле «сынов ветра» огибают всю Западную Африку и через Гибралтарский пролив попадают в Средиземноморье. Наконец, после 6-летнего отсутствия Пандион на финикийском корабле возвращается домой, где его ждет верная Тесса (ее отец, первый учитель Пандиона художник Агенор, тоже надеялся все это время на возвращение любимого ученика). Кави, заболевший в пути, поправляется в гостях у друзей-эллинов и, в свою очередь, отплывает на родину — этруски тогда жили на северном побережье Черного моря.
Своего рода звеном, связующим разные эпохи, в романе выступает гемма на берилле, вырезанная в несколько приемов Пандионом и подаренная им при расставании Кави — последнее объясняет, почему такой предмет найден в XX веке в Северном Причерноморье. Гемма на разных гранях несет собирательный портрет юной женщины, основными (но не единственными) прототипами которой послужили Ирума и Тесса, а также фигуры трех друзей — эллина, этруска и негра; стиль изображений соединяет греческие и египетские, в том числе амарнские, особенности. Сам берилл происходит из Южной Африки и привезен в Египет Баурджедом, где позже попал сначала в руки писца и грабителя гробниц Яхмоса, а от него, в качестве прощального подарка — Пандиону, которому Яхмос рассказал все, что он узнал из древних текстов о плавании Баурджеда. Да и сама по себе возможность вырезать гемму на берилле, весьма твердом камне, у Пандиона появилась лишь благодаря еще более твердому камню, также африканского происхождения — алмазу, полученному в дар от племени повелителей слонов в благодарность за скульптурный портрет их вождя, созданный Пандионом.

## Определение жанра
Большинство исследователей полагает, что обе повести можно рассматривать как фантастические, хотя более детальные оценки фантастического элемента разнятся. Брандис и Дмитревский писали, что «реконструкция воображаемой картины... сближает исторические повести Ефремова с научной фантастикой», а автор «по существу... остается фантастом и в исторических повестях» . Е. М. Неелов писал о присутствии элементов научной фантастики; встречались и утверждения, что повести «историческими... назвать нельзя – это вольные фантазии на темы далекого прошлого». Рецензент из газеты французской компартии «Юманите» (1960) посчитал, что это — «научная фантастика, расширенная с помощью анализа исторической действительности». Фантастическим элементом является, в частности, загадочная берилловая гемма, о которой ученый-искусствовед рассказывает молодым людям в прологе. Тем не менее советские литературоведы отмечали, что вымысел не противоречит исторической достоверности.

## Африка
Обращение писателя к исторической теме связывается не только с интересом палеонтолога к далекому прошлому, но и с интересом к истокам цивилизации. Автор расширяет традиционные представления о неизменности границ древних цивилизаций, разделённых большими расстояниями, и показывает, казалось, невозможные контакты между ними. Интерес к Африке вытекал из раннего прочтения романов Хаггарда, образа экзотической страны, источника загадок и приключений. Как писали Брандис и Дмитревский, позднее Ефремов стал интересоваться географией и историей Африки, чему способствовали романы Георга Эберса о древнем Египте. Африка, которую Ефремову так и не удалось посетить, виделась как остров первобытности посреди современной цивилизации, анклав, где «животный мир, и растения, и люди хранят в себе черты далёкого прошлого планеты». По словам писателя,

Для меня всегда звучит старое римское изречение, принадлежащее Плинию: «Ex Africa semper aliquid novi» — «Из Африки — всегда что-нибудь новое». И оно всегда оправдывалось: палеонтологические, географические, исторические открытия следуют там одно за другим. Вот почему у меня возникло стремление познать и ощутить прошлое посредством пейзажей, животных, растений и, наконец, людей Африки, как ключей к воссозданию ретроспективной, но живой картины ушедшего мира...
Как пишет современный исследователь С. Сергеев, несмотря на увлеченность с детства ориенталистикой (Хаггард), Ефремов сумел избежать хорошо ему известных стереотипов ориенталистского дискурса — культурной гегемонии Запада (в терминах Э. Саида), деления на «нас» и «их»: Пандион и Кидого встречаются как равные, как киплинговские «сильный с сильным лицом к лицу у края земли».

## Политическая аллегория
В письме к Т. А. Чернышёвой от 10 июня 1960 года автор утверждал, что во времена «культа личности» «Путешествие Баурджеда» было забраковано редакторами, поскольку в повести «усмотрели... нежелательные параллели». На протест против деспотии и подавления личности как основу дилогии, обратили внимание еще советские литературоведы Брандис и Дмитревский, усматривая аналогии с другими народами (не только африканскими) и отмечая, что задержка с публикацией «Путешествия Баурджеда» была не случайной. Позднее Л. Геллер одним из первых предположил, что один из смысловых слоев первой повести ― политическая аллегория эпохи сталинизма. Геллер писал, что Ефремов в обеих повестях «выражал протест против тоталитарного режима и предвосхищал главные темы оттепели». 
«Путешествие Баурджеда» начинается со сцены бегства преступника, за которым гонится толпа, объединенная жаждой преследования. Корабельный плотник Антеф невиновен, но объявлен «врагом народа». Эпизод погружает читателя в атмосферу страха. Величие Египта основано на страхе, бедности и рабском труде, что оставляет простым людям лишь надежду на загробную жизнь ― эти черты, отмечал Геллер, напоминают сталинский СССР периода индустриализации и уничтожения сельского хозяйства. В ефремовском Египте доступ к науке имеет только каста жрецов — использующих её для практических задач (посевы, жатва и прежде всего подневольное строительство символов власти). Так, все записи о рассказе Баурджеда уничтожаются по приказу фараона. По оценке Геллера, писатель одним из первых в послевоенной советской литературе затронул проблему свободы информации. 
Автор показывает конфликт человека и государства: первая повесть утверждает неизбежность антагонизма между личностью и властной тиранией; в центре второй повести — столкновение художника и власти, искусства и деспотического государства. Как отмечал Л. Геллер, Ефремов, следуя лучшим русским писателям, отстаивает право художника на независимость и свободу, для него неприемлемы лицемерие и трусость, прислуживание власти ― Пандион отказывается работать по заказу египтян. Долг художника ― раскрытие жизненной правды, протест против тирании. Ефремов противопоставляет две исторические тенденции: открытую и жизнелюбивую Элладу замкнутому и косному Египту, который страдает от деспотии.
По мнению Л. Геллера (современный исследователь С.А. Сергеев находит его интерпретацию, возможно, излишне прямолинейной), 

...В образе мудреца Джосера можно угадать Ленина, а в его помощниках, жрецах Тота, бога науки, знания и искусства, — старых большевиков, ленинскую гвардию, почти поголовно ликвидированную в годы великой чистки... И очевидна ненависть писателя к жрецам Ра, убившим Джедефру за попытку следовать заветам Джосера, презирающим знания, злоупотребляющим безграничной властью. Это — переодетые приспешники Сталина, извратившие ленинские идеи.

## Историческая основа
Уже в конце XIX века учёными-египтологами были опубликованы тексты, из которых стало известно о военных, торговых и исследовательских экспедициях в Восточную и Центральную Африку, предпринимавшихся египетскими фараонами ещё в глубокой древности.
Так, в надгробной надписи номарха Та-сети (Элефантинского нома) и «начальника Юга» Хуфхора рассказывается о предпринятых ими нескольких путешествиях в Судан, в ходе одного из которых им удалось достичь плато Дарфур, после чего они привезли в подарок фараону VI династии Древнего царства Пиопи II (2279—2219 гг. до н. э.), вступившему на престол ребёнком, «чёрного карлика», получив за это высокую награду. При этом сообщается, что это был уже не первый пигмей, доставленный в Египет с африканского юга, и ещё при фараоне V династии Исети, или Джедкара Исеси (XXIV век до н. э.), одном из предшественников Пиопи, подобную экспедицию в те далёкие земли совершил некий «казначей бога» Баурджед (Баурдед). 
При этом, о путешествиях на дальний юг Африки, вплоть до экспедиции финикийцев при фараоне Нехо II, около 600 г. до н. э. обогнувших Чёрный континент морским путём, в египетских надписях нигде ни сообщается. Ничего не известно о подобных исследованиях и в эпоху строительства великих пирамид, исторический же фараон Джедефра (2584—2576 гг. до н. э.) ограничивался посылкой экспедиций в Ливийскую пустыню. Первый задокументированный источниками поход в страну Пунт, находившуюся на территории нынешнего Сомали (по всей видимости, побережье Аденского залива) был совершён египтянами спустя столетие при фараоне V династии Сахура (2487—2475 гг. до н. э.), ко двору которого из экзотической страны были доставлены мирра, чёрное дерево и электрум.